# Tiratoio

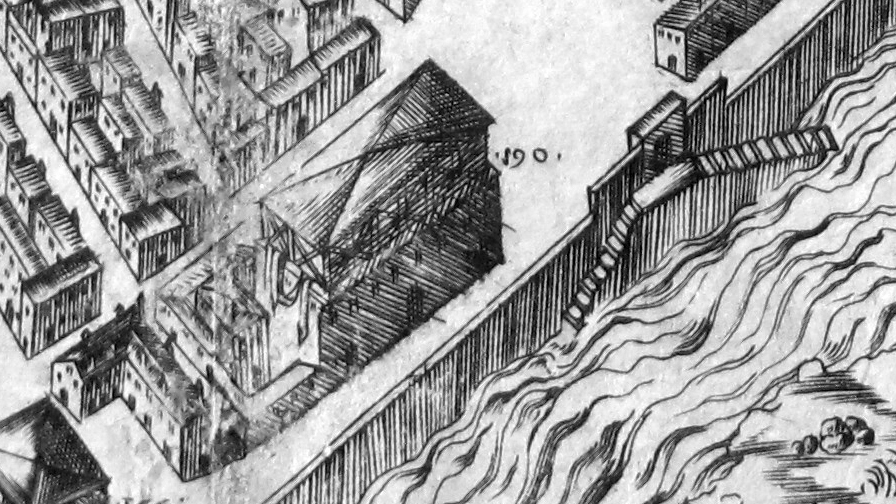
Il tiratoio delle Grazie nella pianta del Buonsignori (1594), Firenze

Il tiratoio era un impianto usato nella produzione dei panni di lana.
Nelle città della produzione laniera era necessario, tra i vari passaggi lavorativi, di una stesura dei panni al fresco, in terrazze coperte e aerate, dove essi, opportunamente stesi e "tirati", asciugassero dopo le operazioni di coloritura e lavaggio.
A Firenze ad esempio, l'Arte della Lana possedeva alcune grandi strutture apposite denominate appunto "tiratoi", nessuno dei quali però è arrivato ai giorni nostri.